# Ensanche Gascue
El Ensanche Gascue, comúnmente conocido como Gascue es un sector de Santo Domingo, capital de la República Dominicana. Situado en el Distrito Nacional, se distingue por su historia, arquitectura particular y cercanía a diversas instituciones gubernamentales y culturales. Según datos de 2010, su población se estimaba en 12,562 habitantes. Tradicionalmente ha sido una zona residencial, asociada en distintos momentos a diversos grupos socioeconómicos, incluyendo sectores de clase media y alta.
El nombre "Gascue" proviene de Francisco de Gascue y Oláiz, un contador real español nacido en Navarra en 1754, quien adquirió terrenos en la zona en el siglo XVIII. La hacienda que estableció se convirtió en el núcleo del barrio, y la avenida Bolívar era conocida como el "Camino de los Gascue" por conducir desde la ciudad intramuros hasta su propiedad. A pesar de su prominencia, Francisco de Gascue fue implicado en un escándalo de emisión de papel moneda falso, lo que resultó en su arresto en 1789 y posterior traslado a Caracas, donde desapareció de los registros históricos.
Gascue alberga importantes edificaciones gubernamentales y culturales, como el Palacio Nacional, sede del Poder Ejecutivo, y la Plaza de la Cultura, que incluye el Museo de Arte Moderno y el Teatro Nacional. Además, su cercanía al Malecón y la Ciudad Colonial lo convierten en un punto de interés tanto para residentes como para turistas.

## Historia
La historia de Gascue se remonta al siglo XVIII, cuando Francisco de Gascue y Oláiz adquirió terrenos al oeste de la ciudad amurallada de Santo Domingo. Su hacienda se convirtió en un punto de referencia, y con el tiempo, la zona adoptó su apellido como nombre.
Durante el siglo XIX y principios del XX, Gascue evolucionó de ser una zona rural a convertirse en un suburbio elegante. La burguesía comercial de la ciudad, buscando escapar del bullicio del centro histórico, estableció residencias en Gascue, dotándolo de una arquitectura distintiva y jardines exuberantes.
En la década de 1900, la urbanización de Gascue se consolidó con la construcción de viviendas que seguían estrictas normativas estéticas, incluyendo jardineras, pisos de mosaico y marquesinas. Estas características contribuyeron a su reputación como un "jardín urbano".
Durante la dictadura de Rafael Leónidas Trujillo (1930-1961), se convirtió en un centro neurálgico del poder político. Trujillo y otros presidentes, como Joaquín Balaguer y Juan Bosch, residieron en el área, y se construyeron importantes edificaciones gubernamentales, incluyendo el Palacio Nacional.
A partir de la segunda mitad del siglo XX, experimentó cambios significativos. Muchas de las antiguas residencias fueron reemplazadas por edificios comerciales y apartamentos, y el barrio enfrentó desafíos relacionados con la preservación de su patrimonio arquitectónico.

## Economía
Gascue ha mantenido su relevancia económica gracias a su ubicación estratégica y su mezcla de usos residenciales y comerciales. La presencia de instituciones gubernamentales, como el Palacio Nacional y la Junta de Aviación Civil, así como su proximidad a universidades y centros culturales, ha fomentado una demanda constante de servicios y bienes raíces.
El sector inmobiliario en Gascue ha experimentado una revalorización sostenida, atrayendo inversiones tanto nacionales como extranjeras. La combinación de edificaciones históricas y nuevos desarrollos ha creado un entorno atractivo para residentes y empresarios.
El turismo cultural ha contribuido a la economía local. La cercanía de Gascue a la Ciudad Colonial y otros puntos de interés ha incentivado la apertura de hoteles boutique, restaurantes y galerías de arte, fortaleciendo su perfil como destino turístico.